# Johann-Georg Schill
Johann-Georg Schill (* 12. November 1908 in Göttingen; † 17. März 1988 in Schwerin) war ein deutscher Jurist.

## Leben
Schills Eltern waren der Berufsschuldirektor Karl Schill und dessen Frau Elisabeth geb. Schäfer. Er besuchte das Tilesius-Gymnasium in Mühlhausen/Thüringen. Am 8. März 1927 bestand er die Abiturprüfung. Er studierte an der Christian-Albrechts-Universität zu Kiel, der Georg-August-Universität Göttingen und der Friedrich-Wilhelms-Universität zu Berlin Rechtswissenschaft. Das Referendarexamen bestand er am 19. Juni 1931 am Oberlandesgericht Celle. Die Assessorprüfung folgte am 7. Januar 1935 am Kammergericht. 1936–1946 war er Syndikus der Industrie- und Handelskammer Nordhausen und Weimar. Nach zwei Jahren in einer Erfurter Anwaltskanzlei ging er 1949 als kaufmännischer Angestellter, später als Justiziar zur Deutschen Handelszentrale Holz und Möbel in Erfurt.
1955 wechselte er in den Dienst der Evangelisch-Lutherischen Landeskirche Mecklenburgs, am 27. Januar als juristischer Referent (Kirchenrat) im Schweriner Oberkirchenrat. Am 1. Januar 1970 zum Oberkirchenrat berufen, wurde er am 14. November 1975 (zur Hochzeit der DDR) zum Oberkirchenratspräsidenten ernannt. Ein Jahr später, am 30. November 1976, wurde er mit 68 Jahren in den Ruhestand versetzt. Er starb im Alter von 79 Jahren.
Verheiratet war er seit dem 2. Juni 1938 mit Ilse Schenk (* 1903 in Weimar). Aus der Ehe gingen der Naumburger Lehrer Hans-Dietrich Schill (1939–1983) und der Musiker Rainer Schill (* 1943) hervor.